# Torneio de Roland Garros de 1990
O Torneio de Roland Garros de 1990 foi um torneio de tênis disputado nas quadras de saibro do Stade Roland Garros, em Paris, na França, entre 28 de maio e 10 de junho. Corresponde à 23ª edição da era aberta e à 89ª de todos os tempos.

## Finais

### Profissional
| Categoria | Evento    | Campeã(s)(o/ões)                     | Vice-campeã(s)(o/ões)                    | Resultado          | Chave(s)  | Chave(s)       |
| --------- | --------- | ------------------------------------ | ---------------------------------------- | ------------------ | --------- | -------------- |
| Simples   | Masculino | Andrés Gómez                         | Andre Agassi                             | 6–3, 2–6, 6–4, 6–4 | principal | qualificatório |
| Simples   | Feminino  | Monica Seles                         | Steffi Graf                              | 7–66, 6–4          | principal | qualificatório |
| Duplas    | Masculino | Sergio Casal Emilio Sánchez          | Goran Ivanišević Petr Korda              | 7–5, 6–3           | principal | principal      |
| Duplas    | Feminino  | Jana Novotná Helena Suková           | Larisa Savchenko Neiland Natalia Zvereva | 6–4, 7–5           | principal | principal      |
| Duplas    | Misto     | Arantxa Sánchez Vicario Jorge Lozano | Nicole Provis Danie Visser               | 7–65, 7–68         | principal | principal      |

### Juvenil
| Categoria | Evento    | Campeã(s)(o/ões)                   | Vice-campeã(s)(o/ões)           | Resultado     | Chave(s)  | Chave(s)       |
| --------- | --------- | ---------------------------------- | ------------------------------- | ------------- | --------- | -------------- |
| Simples   | Masculino | Andrea Gaudenzi                    | Thomas Enqvist                  | 2–6, 7–6, 6–4 | principal | qualificatório |
| Simples   | Feminino  | Magdalena Maleeva                  | Tatiana Ignatieva               | 6–2, 6–3      | principal | qualificatório |
| Duplas    | Masculino | Sébastien Lareau Sébastien Leblanc | Clinton Marsh Marcos Ondruska   | 7–6, 6–7, 9–7 | principal | principal      |
| Duplas    | Feminino  | Ruxandra Dragomir Irina Spîrlea    | Tatiana Ignatieva Irina Sukhova | 6–3, 6–1      | principal | principal      |